# T Doradus
T Doradus är en pulserande variabel av Mira Ceti-typ i stjärnbilden Svärdfisken.
Stjärnan varierar mellan visuell magnitud +8,46 och 14,0 med en period av 168 dygn.